# Francisco de Paula Leite de Sousa
Francisco de Paula Leite de Sousa, primeiro Visconde de Veiros, (Santarém, 7 de março de 1747 — Lisboa, Santa Engrácia, 6 de julho de 1833) foi um militar, chefe de esquadra da Real Armada, oficial general das forças armadas portuguesas e nobre do Reino de Portugal.

## Origens e carreira
Era filho de José Leite de Sousa (1686-1766), conselheiro do rei Dom José I de Portugal, Fidalgo Cavaleiro da Casa Real, e de Maria Antônia Pereira de Foyos Ferrão Castelo Branco (1708-1766). Seu pai José Leite de Sousa fora capitão-geral  de Mazagão em 1752 e tenente-general na Guerra de Sucessão.
Nascido numa família da alta nobreza, Francisco de Paula Leite de Sousa era fidalgo por nascimento, e teve seu filhamento de cavaleiro da Casa Real por alvará de 7 de abril de 1755. Destinado à vida militar, sentou praça em 5 de março de 1762 no Regimento de cavalaria do Caés (depois nº 7), então aquartelado na vila de Veiros. Em 1763, passou para o serviço da Real Armada, e integrou a Royal Navy, em guarda marinha, fazendo brilhante carreira nas marinhas britânica e portuguesa até alcançar o posto de chefe de esquadra em 1799. Comandou não só diversas diversas naus e fragatas (as naus Bom Sucesso em 1766 e 1784, Belém em 1768, Madre de Deus em 1781 e 1790, Rainha em 1799, Santo António em 1781, as fragatas São João Baptista em 1771, Tritão em 1791, etc.), em que liderou ataques e foi em diferentes comissões a Ásia, a África e a América, como também chefiou esquadras e armadas.
Foi à Índia em 1774 de guarnição na nau Madre de Deos, de que era comandante e capitão de Mar e Guerra Sanches de Brito. Distinguiu-se no ataque de Argel em 1784, no contexto da expedição punitiva conjunta de Portugal e da Espanha contra os Argelinos, indo por capitão-tenente da nau Bom Sucesso na esquadra do coronel Bernardo Ramires Esquível. Na altura, a cidade norte-africana era a principal base dos corsários barbarescos, e o objectivo do bombardeamento (de 10 a 21 de Julho) era fazer cessar as suas actividades, o que foi alcançado até começarem as guerras Napoleónicas. Foi a Nápoles em 1792 por capitão de bandeira da nau Rainha de Portugal, na expedição do almirante Sancho de Brito. Entretanto, a 13 de Março do mesmo ano, recebeu em mercê a administração e os rendimentos da Capela, instituída pelo D. José de Sousa Cardoso, nas Igrejas de S. Francisco de Elvas. Durante a campanha do Rossilhão contra a França Revolucionária, achou-se por comandante da nau Princeza da Beira, na divisão naval que em 1794 cruzou no canal de Inglaterra unida à de Lord How. Fazia parte da esquadra portuguesa (constituída por seis naus, duas fragatas e dois bergantins) enviada em 1793-1794 para o canal da Mancha a pedido do governo inglês em auxílio do Reino Unido, juntamente com o capitão de mar e guerra Domingos Xavier de Lima que comandava a nau Vasco da Gama. Teve por comissão em 1797 ir pacificar as ilhas de São Tomé e Príncipe, que tinham entrado em revolta. Deu segurança a vasos de comércio e comboios, constando um deles de 122 navios mercantes, além dos de guerra, que conduziu a salvamento debaixo de sua guarda dos portos da América, através de inumeráveis embarcações inimigas, que infestavam os mares, entrando no porto de Lisboa a 10 de setembro de 1798 com esta mais importante frota, que encheu de ouro os cofres do Real Erário e a praça comercial de Lisboa.
Deixando o serviço na Marinha, regressou ao Exército português como marechal de campo em maio de 1799. Em 1804, foi nomeado governador do castelo de São Filipe de Outão na vila de Setúbal. Tenente-general em 1807, foi nomeado comandante das linhas de defesa do Tejo. No ano seguinte, em 1808, foi governador das Armas do Alentejo sendo um dos responsáveis pela resistência às invasões francesas durante a guerra peninsular. Foi o "primeiro português da sua classe que se bateu em campo com as aguerridas tropas" de Napoleão Bonaparte, comandadas pelo general Loison. Em 1814, foi nomeado governador das Armas da corte e da província da Estremadura.
Serviu também na Índia, onde foi Conselheiro de Guerra, diversas vezes condecorado. Foi comandante em chefe (interino) do Exército português em 1818 e 1820, na ausência do marechal-general William Carr Beresford. Foi criado visconde de Vieiros (em duas vidas) em 11 de Março de 1822.

## Vida privada
Casou a 6 de Novembro de 1816 com sua sobrinha Maria de Santo Antônio Freire de Saldanha Noronha e Lima (1787 - 1846) filha do conselheiro Fernão Pereira Leite de Sousa e Foyos e de Maria Rita de Sousa Freire de Saldanha Noronha e Lima. Tiveram duas filhas, em 1817 e 1820, uma das quais foi a segunda viscondessa de Veiros. Morreu de cólera morbus.